# Grad Valkenburg
Grad Valkenburg je grajska razvalina v južno limburškem  utrjenem mestu Valkenburg v občini  Valkenburgu aan de Geul na Nizozemskem.  Višinski grad, redek za Nizozemsko, se nahaja na Heunsbergu, podaljšku planote Margraten. Grad, nekoč grad  gospodov Valkenburških, je bil leta 1672 porušen, a nikoli popolnoma porušen. Pod gradom je več evakuacijskih hodnikov in Grajski kamnolom. Razvaline gradu Valkenburg so pomembna turistična atrakcija in od leta 1967 zaščiteni nacionalni kulturni spomenik.

## Zgodovina

### Prvi in drugi grad
Verjetno je bil Gosvin I. Valkenburški (iz plemiške rodbine rodbina Heinsberških), ki je okoli leta 1075 zgradil prvi grad Valkenburg na Heunsbergu  blizu  Geula. Ta utrdba je bila sestavljena iz težkega kvadratnega stanovanjskega stolpa - donžona, ki je meril 12 krat 18 metrov. Stolp je bil zgrajen iz kremena in drugih trdih naravnih kamnov. Že leta 1122 je ta stolp po ukazu cesarja Henrika V. porušila vojska Godfrida I. Leuvenskega.
Gosvin II. je na mestu porušenega stolpa zgradil nov grad. Ta grad je imel obliko težkega šestnajststranega stolpa iz laporja. Ta lapor je bil pridobljen iz odprtega kamnoloma. Ostanke tega kamnoloma so našli po naključju med obnovo vhodne zgradbe ruševin, izkazalo se je, da je kamnolom eden najstarejših odprtih kamnolomov laporja v zahodni Evropi.
Premer drugega gradu je bil 15 metrov, zidovi pa so bili debeli dva metra. Grad je bil ponovno obdan s palisado. Ob vznožju gradu se je razvilo mesto, ki se bo imenovalo 'Valkenburg'. Gosewijn II. je večkrat prišel tudi v konflikt z nemškim cesarjem, kar je ponovno povzročilo uničenje gradu in mesta leta 1141.

### Tretji, sedanji grad
Leta 1170 je Gosewijn II. umrl in njegova posest je prešla na njegovega najstarejšega sina Gosvina III.. Bil je v dobrih odnosih s cesarjem Friderikom Barbarosso in je pogosto bival pri njem v Italiji. Gosewijn III. je sčasoma od cesarja prejel naslov grofa.
V tem obdobju je grad doživel velik razvoj. Okoli leta 1200 je bil zgrajen deseterokotni stolp, ki je nadomestil veliko večji šestnajstkotni stolp. Palisado je zamenjal kamniti ščitni zid, na grajskem zemljišču pa so se pojavila številna druga gospodarska poslopja. Okoli leta 1250 je bil kompleks, ki je obsegal sedanji vodnjak, del sedanje kapele in predhodnico sedanje viteške dvorane. Pomembni člani družine Valkenburg , ki so v tem obdobju odraščali na gradu, so bili Engelbert II. Valkenburški,  nadškof in volilni knez Kölna , njegova nečakinja Beatriks Valkenburška, kraljica soproga Svetega rimskega cesarstva , in Beatriksin brat Walram Rdeči, gospod Valkenburški in junak bitke pri Woeringenu.
V prvi polovici 14. stoletja so grajsko posestvo povečali z nasipavanjem ruševin. Desetkotni stolp je izginil. Na njenem mestu je bila velika stavba z dvema kriloma, obdana s prostornim ščitnim obzidjem z dvema težkima okroglima obrambnima stolpoma. Leta 1352 je rodbina Valkenburških izumrla in Brabant je z nakupom pridobil deželo Valkenburg. Kljub temu je grad Valkenburg ostal pomemben. V kasnejših letih so drossaardi naselili grad v imenu vojvod Brabanskiha in zagotovili vzdrževanje obrambe. Leta 1465 je vojak Dirk van Pallandt zagotovil, da je bilo obleganje prebivalcev Liègea mogoče odbiti.
- Faze gradnje
- Maketa prvega gradu
- Maketa drugega gradu
- Maketa tretjega gradu

### Dokončno uničenje
V srednjem veku je bil grad večkrat oblegan. Leta 1329 sta bila tako grad kot trdnjava v veliki meri uničena. Med nizozemsko-špansko vojno  je grad večkrat zamenjal lastnika, a je nizozemskim četam pod vodstvom poveljnika Steina van Callenfelsa leta 1644 uspelo končno pridobiti nadzor nad gradom, nato pa so več tednov načrtno prenavljali grad in mestno obzidje. da bi preprečili, da bi Španci imeli več koristi od zavzetja Valkenburga. Tako so na primer porušili obzidje gradu in stolpom, kot je Volčji stolp na jugovzhodni strani grajskega posestva, odstranili strehe in jih delno porušili.
26. maja 1672, na začetku nizozemske vojne, so grad Valkenburg zavzele francoske čete z namenom osvojitve Maastrichta . Ko je državnim enotam 6. decembra uspelo ponovno zavzeti Valkenburg, je bilo sklenjeno, da se grad in mestno obzidje uničijo tako, da utrjeno mesto nikoli več ne bo moglo ogrožati prej omenjenega mesta. Grad so razstrelili na ukaz Stadtholderja Viljema III. , trdnjavo pa razstavili. Vse, kar je ostalo od trdnjave Valkenburg , so ruševine gradu, obrambni stolp (vključen v mestni grad Den Halder), dvoje mestnih vrat ( Berkelpoort in Grendelpoort) in del mestnega obzidja.
Grad je močno trpel v nizozemsko-španski vojni, saj ni bil zgrajen tako, da bi lahko vzdržal obstreljevanju z novimi težkimi topovi. Španska vojska je močno poškodovala obrambno obzidje Valkenburga in pustila grad v zelo slabem stanju s podrtimi veličastnimi stolpi in zgorelimi strehami. Nizozemska vojska je poskušala grad obnoviti , vendar je bila neuspešna zaradi nenehnih vojn s Španci in Francozi.
Grad je po obleganjih leta 1465, 1568, 1632 in 1672 zavzel kralj- stadtholder Viljem III.. To je bilo zadnje uničenje gradu v zdajšnje ruševine. Grad je med francosko-nizozemsko vojno leta 1672 oplenila in razstrelila vojska Stadtholderja Viljema III. (kasnejšega angleškega kralja), z namenom, da bi preprečila, da bi padel v francoske roke.
Po uničujočem mestnem požaru leta 1773 so prebivalci Valkenburga grajske ruševine uporabili kot kamnolom za obnovo uničenih hiš v Valkenburgu. Velik, skoraj 30 metrov dolg severni zid gradu, ki je oklepal orožarno, so v celoti porušili, podrli pa so tudi druge zidove gradu, razbili oboke in izbili okenske okvirje iz modrega kamna.
Leta 1937 so med obnovo gradu odkrili, da so pod gradom skrivni prehodi. Te prehode so uporabljali vitezi med obleganji. Žametna jama je glavna znamenitost gradu Valkenburg. Jama je bila skrita pod gradom Valkenburg. Jamo so uporabljali sekači blokov za izkopavanje laporca. V 11. in 12. stoletju je bila jama večnamenska, kasneje pa je bila jama uporabljena kot zavetje in skrivališče vaščanov v drugi svetovni vojni. Grad ima tudi svojo kapelo v jami. Kapela je bila eden od krajev maševanja. Jama je imela izhodne rove za pobeg iz gradu. Rovi so služili tudi za skladiščenje hrane.
- Viteška dvorana
- Grad Valkenburg
- Grad Valkenburg
- Grad Valkenburg

## Opis gradu

### Obrambni zidovi in stolpi
Najpomembnejša funkcija gradu Valkenburg je bila vojaška. Zaradi lege je bil grad težko zavzeti. Za ojačitev je imel grad obroč obrambnih zidov in stolpov okoli dejanskega stanovanjskega trakta.
- Južni obrambni zid
- Notranji obrambni zid
- Obrambni zid in stolp
- Cesta med dvema obrambnima obzidjema

### Cvinger, tuneli, kazamati
Na južni strani gradu je cvinger, ugreznjena dovozna pot med visokim obzidjem in skalnimi zidovi, na koncu katere so bila grajska vrata. Cvinger je bil pod stalnim nadzorom. Zlobne obiskovalce so lahko med drugim z grajskega obzidja obstreljevali tudi lokostrelci. V gradu je še nekaj rovov in kazamatov. Nekateri predori so povezani z Žametno jamo in bi jih lahko uporabili kot ekstremne poti za pobeg.
- Cvinger
- Tunel
- Vhadni kazamat
- Vhod v Žametno jamo

### Stanovanjski trakt
Po uničenju gradu s strani Janeza III. Brabantskega leta 1329 je stanovanjsko krilo v naslednjih letih v gotskem slogu. obnovil Dirk IV. Valkenburški.
- Pogled na stanovanjski trakt
- Originalni vetrokaz
- Stopnice v starem stolpu
- Vodnjak

### Viteška dvorana
To, kar danes imenujemo viteška dvorana, je pravzaprav pritličje prave dvorane. Tu so bile verjetno kuhinje in servisni prostori. Težki stebri so podpirali gotske oboke, na katerih je slonela dejanska viteška dvorana. 
- Dostop do viteške dvorane
- Severozahodni kot
- Stebri
- Gradbeni fragmenti

### Grajska kapela
Kot večina gradov je imel tudi grad Valkenburg svojo kapelo. V grajski kapeli je bila vsakodnevna maša , ki jo je verjetno opravljal župnik ali kaplan cerkve sv. Nikolaja in Barbare . Leta 1226 je Valkenburg prvič omenjen kot cerkev. Leta 1281 je bila ta cerkev ločena od matične cerkve v Oud-Valkenburgu (Starem Valkenburgu) in Valkenburg je postal samostojna župnija. Takrat so bili k župniji prideljeni župnik in trije kaplani. Eden od teh kaplanov je skrbel za pastoralo graščakov in tam obhajal mašo. 
- Jugozahodna stranska kapela
- Vhod v kapelo
- Notranjost kapele
- Notranji kor